# Falköping (đô thị)
Đô thị Falköping (Falköpings kommun) là một đô thị ở hạt Västra Götaland phía tây Thụy Điển. Thủ phủ là thành phố Falköping.
Đô thị hiện nay bao gồm hơn 50 đơn vị chính quyền địa phương gia nhập với nhau trong 2 cuộc cải cách cơ câu năm 1952, khi số đơn vị giảm xuống còn 8. Năm 1971, thành phố Falköping cũ đã được lập thành một đô thị đơn nhất và 3 năm sau được sáp nhập với các đô thị xung quanh.